# Перижоц, Лэкрэмьоара
Ленута Лэкрэмьоара Перижоц (рум. Lenuta-Lacramioara Perijoc; род. 2 марта 1994) — румынский боксёр. Серебряный призёр чемпионата мира (2022), серебряный призёр Европейских игр (2023), чемпионка Европы (2019), четырёхкратная чемпионка Румынии в любителях.

## Карьера
Начиная с 2015 года она четыре года подряд становилась чемпионкой национального чемпионата по боксу среди женщин.
На 10-м чемпионате мира по боксу среди женщин в Индии, в поединке второго раунда она уступила ирландской спортсменке Микаэле Уолш, и покинула турнир.
В 2019 году Лэкрэмьоара приняла участие в чемпионате Европы по боксу, который состоялся в Испании. Она добралась до финала, в котором победила свою соперницу из России Карину Тазабекову и завоевала титул чемпионки Европы.